# 세계 인권 선언

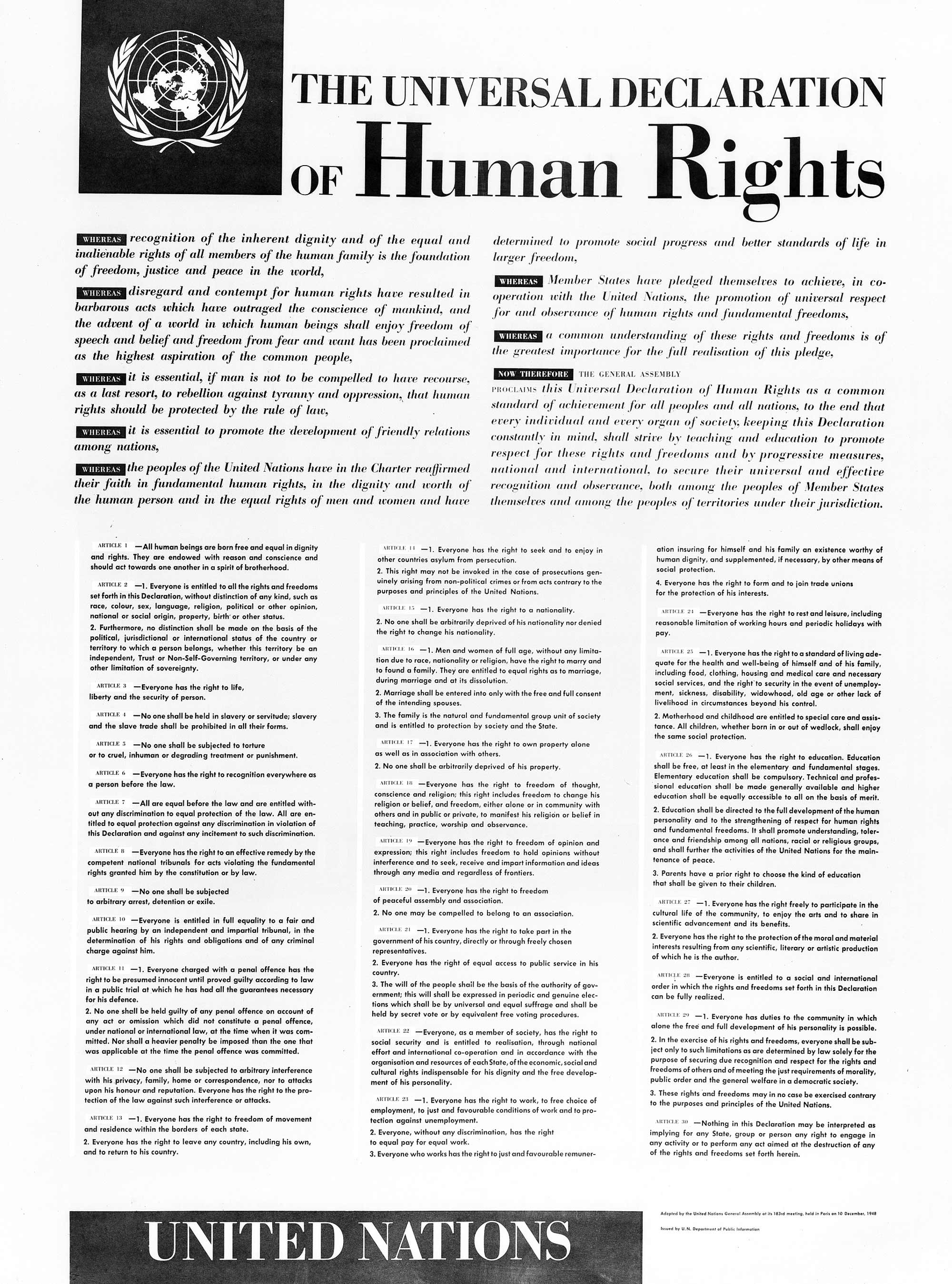
세계 인권 선언문

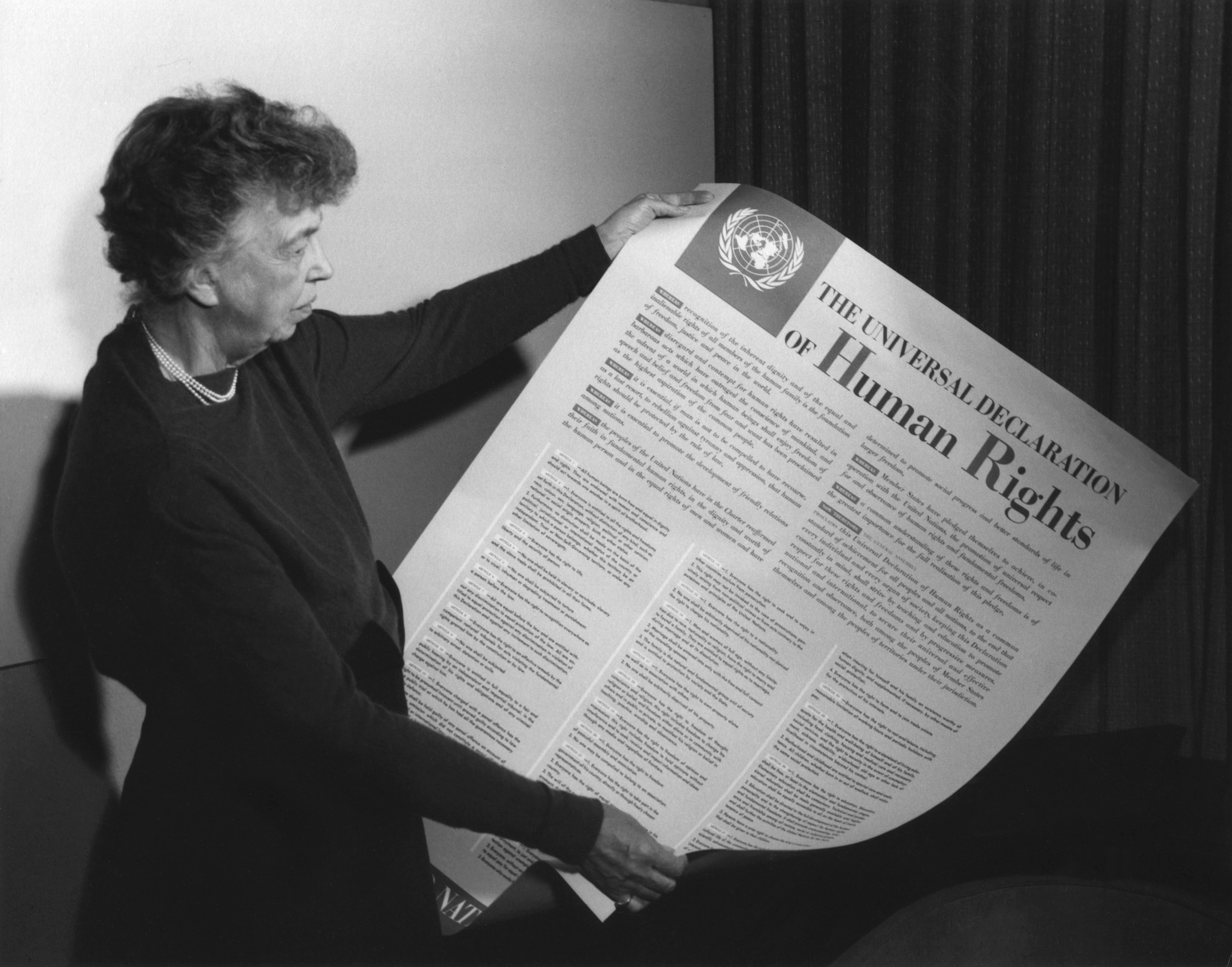
엘리너 루스벨트와 세계 인권 선언(1949년)

세계 인권 선언(世界人權宣言, 영어: Universal Declaration of Human Rights, UDHR)은 1948년 12월 10일 파리 샤요궁에서 열린 제3회 유엔 총회에서 채택된 인권에 관한 세계 선언문이다. 2차 세계대전 전후로 전 세계에 만연하였던 인권침해 사태에 대한 인류의 반성을 촉구하고, 모든 인간의 기본적 권리를 존중해야 한다는 유엔 헌장의 취지를 구체화 하였다. 시민적, 정치적 권리가 중심이지만 노동자의 단결권, 교육에 관한 권리, 예술을 향유할 권리 등 경제적, 사회적, 문화적 권리에 대하여서도 규정하고 있다.
초안은 1946년 존 험프리가 작성하였다. 인권선언문은 전문과 본문의 30개 조에 개인의 기본적인 자유와 함께 노동권적 권리, 생존권적 권리를 오늘날의 진보적인 국가의 헌법에서 규정하는 인권보장과 같이 자세히 규정하고 있다. 프랑스 파리 샤요궁에서 열린 3번째 회의에서 당시 국제연합 가입국 58개 국가 중 48개 국가가 찬성하여 유엔 총회 결의 217 A (III)로 승인되었다. 
선언문은 524개의 언어로 번역되어, 가장 많이 번역된 유엔 총회 문건이다. 1946년의 인권장전 초안과 1948년의 세계인권선언 그리고 1966년의 국제인권규약을 합쳐 국제인권장전이라고 부르기도 한다. 세계 인권 선언은 유엔의 결의로서 비록 직접적인 법적 구속력은 없으나 오늘날 대부분의 국가 헌법 또는 기본법에 그 내용이 각인되고 반영되어 실효성이 클 뿐만 아니라 1966년 국제인권규약은 세계 최초로 법적 구속력을 가진 세계적인 인권 관련 국제법이다.

## 역사

### 초기 인권 협약
19세기에는 노예 교육의 금지와 오스만제국의 기독교인들을 보호하기 위해 국제적 합의가 이루어졌다. 후자의 조약은 유럽의회를 구성한 국가들에 의해 지지되었는데 오스만제국 냉의 기 외교적으로 개입하는 근거가 되었다.

### 국제 연맹
국제 연맹의 헌법 역할을 한 국제 연맹 규약에는 인권에 관한 일반적인 규정이 없었다. 인권이 국제적으로 보호되어야 한다는 견해는 그 당시 국제 사회에서 받아들여지지 않았기 때문이다. 다만 제23조에서 비자치국에 대한 후견 제도와 제23조의 남녀 및 아동을 위한 공정하고 인간적인 노동 조건을 다루었다. 제1차 세계대전 후 전승국 들은 신생 국가들과 소수 집단 보호를 위해 조약을 체결하였고 국제 연맹을 이를 보장하는 권리 침해의 구제 제도를 창설하였다.

### 국제 노동 기구
국제 연맹과 거의 같은 시기에 국제 노동 기구가 창설되었고 후에 유엔의 전문기구 중 하나가 되었다. 국제 노동 기구는 국제 노동 기준의 준수를 촉진하고 노동 조건 향상과 국제인권법의 발전에 지대한 공헌을 하였다.

### 유엔 헌장
인권의 국제적 보호의 대의명분은 1941년 프랭클린 D. 루즈벨트 대통령의 연설 속에 잘 나타나 있다. 그는 4가지의 기본적인 자유에 기반을 둔 세계를 제창하며 언론과 표현의 자유, 각자의 종교를 가지고 자신의 방식으로 신앙할 자유, 궁핍으로부터의 자유, 공포로부터의 자유를 제시하였다. 유엔 헌장은 다음과 같은 인권 관련 조항을 가지고 있다.
제1조
3. 경제적•사회적•문화적 또는 인도적 성격의 국제문제를 해결하고 또한 인종•성별•언어 또는 종교에 따른 차별없이 모든 사람의 인권 및 기본적 자유에 대한 존중을 촉진하고 장려함에 있어 국제적 협력을 달성한다.

제55조

사람의 평등권 및 자결원칙의 존중에 기초한 국가간의 평화롭고 우호적인 관계에 필요한 안정과 복지의 조건을 창조하기 위하여, 유엔은 다음을 촉진한다.
가. 보다 높은 생활수준, 완전고용 그리고 경제적 및 사회적 진보와 발전의 조건
나. 경제, 사회, 보건 및 관련국제문제의 해결 그리고 문화 및 교육상의 국제협력
다. 인종, 성별, 언어 또는 종교에 관한 차별이 없는 모든 사람을 위한 인권 및 기본적 자유의 보편적 존중과 준수

제56조
모든 회원국은 제55조에 규정된 목적의 달성을 위하여 기구와 협력하여 공동의 조치 및 개별적 조치를 취할 것을 약속한다.

총회나 경제사회이사회가 통과시키는 인권문제에 대한 결의안은 법적의 구속력이 없고 위 내용들은 목표에 불과하다. 비록 헌장의 인권조항이 강한 의무를 부과하고 있지는 않으나 인권을 국제화하였고 유엔에게 인권을 정의하고 성문화할 법적 권한을 부여하였으며 회원국이 가지는 인권을 신장할 의무가 무엇인지 구체적으로 밝혀왔다.

## 선언문 내용

### 전문
모든 인류 구성원의 천부의 존엄성과 동등하고 양도할 수 없는 권리를 인정하는 것이 세계의 자유, 정의 및 평화의 기초이며, 인권에 대한 무시와 경멸이 인류의 양심을 격분시키는 만행을 초래하였으며, 인간이 언론과 신앙의 자유, 그리고 공포와 결핍으로부터의 자유를 누릴 수 있는 세계의 도래가 모든 사람들의 지고한 열망으로서 천명되어 왔으며, 인간이 폭정과 억압에 대항하는 마지막 수단으로서 반란을 일으키도록 강요받지 않으려면, 법에 의한 통치에 의하여 인권이 보호되어야 하는 것이 필수적이며, 국가간에 우호관계의 발전을 증진하는 것이 필수적이다. 
국제연합의 모든 사람들은 그 헌장에서 기본적 인권, 인간의 존엄과 가치, 그리고 남녀의 동등한 권리에 대한 신념을 재확인하였으며, 보다 폭넓은 자유속에서 사회적 진보와 보다 나은 생활수준을 증진하기로 다짐하였고, 회원국들은 국제연합과 협력하여 인권과 기본적 자유의 보편적 존중과 준수를 증진할 것을 스스로 서약하였으며, 이러한 권리와 자유에 대한 공통의 이해가 이 서약의 완전한 이행을 위하여 가장 중요하므로, 
이에, 국제연합총회는, 모든 개인과 사회 각 기관이 이 선언을 항상 유념하면서 학습 및 교육을 통하여 이러한 권리와 자유에 대한 존중을 증진하기 위하여 노력하며, 국내적 그리고 국제적인 점진적 조치를 통하여 회원국 국민들 자신과 그 관할 영토의 국민들 사이에서 이러한 권리와 자유가 보편적이고 효과적으로 인식되고 준수되도록 노력하도록 하기 위하여, 모든 사람과 국가가 성취하여야 할 공통의 기준으로서 이 세계인권선언을 선포한다.

### 조문
- 제1조

모든 인간은 태어날 때부터 자유로우며 그 존엄과 권리에 있어 동등하다. 인간은 천부적으로 이성과 양심을 부여받았으며 서로 형제애의 정신으로 행동하여야 한다.
- 제2조

모든 사람은 인종, 피부색, 성, 언어, 종교, 정치적 또는 기타의 견해, 민족적 또는 사회적 출신, 재산, 출생 또는 기타의 신분과 같은 어떠한 종류의 차별이 없이, 이 선언에 규정된 모든 권리와 자유를 향유할 자격이 있다. 더 나아가 개인이 속한 국가 또는 영토가 독립국, 신탁통치지역, 비자치지역이거나 또는 주권에 대한 여타의 제약을 받느냐에 관계없이, 그 국가 또는 영토의 정치적, 법적 또는 국제적 지위에 근거하여 차별이 있어서는 아니된다.
- 제3조

모든 사람은 생명과 신체의 자유와 안전에 대한 권리를 가진다.
- 제4조

어느 누구도 노예상태 또는 예속상태에 놓여지지 아니한다. 모든 형태의 노예제도와 노예매매는 금지된다.
- 제5조

어느 누구도 고문, 또는 잔혹하거나 비인도적이거나 굴욕적인 처우 또는 형벌을 받지 아니한다.
- 제6조

모든 사람은 어디에서나 법 앞에 인간으로서 인정받을 권리를 가진다.
- 제7조

모든 사람은 법 앞에 평등하며 어떠한 차별도 없이 법의 동등한 보호를 받을 권리를 가진다. 모든 사람은 이 선언에 위반되는 어떠한 차별과 그러한 차별의 선동으로부터 동등한 보호를 받을 권리를 가진다.
- 제8조

모든 사람은 헌법 또는 법률이 부여한 기본적 권리를 침해하는 행위에 대하여 권한있는 국내법정에서 실효성 있는 구제를 받을 권리를 가진다.
- 제9조

어느 누구도 자의적으로 체포, 구금 또는 추방되지 아니한다.
- 제10조

모든 사람은 자신의 권리, 의무 그리고 자신에 대한 형사상 혐의에 대한 결정에 있어 독립적이며 공평한 법정에서 완전히 평등하게 공정하고 공개된 재판을 받을 권리를 가진다.
- 제11조

1. 모든 형사피의자는 자신의 변호에 필요한 모든 것이 보장된 공개 재판에서 법률에 따라 유죄로 입증될 때까지 무죄로 추정받을 권리를 가진다.
2. 어느 누구도 행위시에 국내법 또는 국제법에 의하여 범죄를 구성하지 아니하는 작위 또는 부작위를 이유로 유죄로 되지 아니한다. 또한 범죄 행위시에 적용될 수 있었던 형벌보다 무거운 형벌이 부과되지 아니한다.
- 제12조

어느 누구도 그의 사생활, 가정, 주거 또는 통신에 대하여 자의적인 간섭을 받거나 또는 그의 명예와 명성에 대한 비난을 받지 아니한다. 모든 사람은 이러한 간섭이나 비난에 대하여 법의 보호를 받을 권리를 가진다.
- 제13조

1. 모든 사람은 자국내에서 이동 및 거주의 자유에 대한 권리를 가진다.
2. 모든 사람은 자국을 포함하여 어떠한 나라를 떠날 권리와 또한 자국으로 돌아올 권리를 가진다.
- 제14조

1. 모든 사람은 박해를 피하여 다른 나라에서 비호를 구하거나 비호를 받을 권리를 가진다.
2. 이러한 권리는 진실로 비정치적 범죄 또는 국제연합의 목적과 원칙에 위배되는 행위로 인하여 기소된 경우에는 주장될 수 없다.
- 제15조

1. 모든 사람은 국적을 가질 권리를 가진다.
2. 어느 누구도 자의적으로 자신의 국적을 박탈당하지 아니하며 자신의 국적을 변경할 권리가 부인되지 아니한다.
- 제16조

1. 성인 남녀는 인종, 국적 또는 종교에 따른 어떠한 제한도 없이 혼인하고 가정을 이룰 권리를 가진다. 그들은 혼인에 대하여, 혼인기간중 그리고 혼인해소시에 동등한 권리를 향유할 자격이 있다.
2. 혼인은 장래 배우자들의 자유롭고 완전한 동의하에서만 성립된다.
3. 가정은 사회의 자연적이고 기초적인 단위이며, 사회와 국가의 보호를 받을 권리가 있다.
- 제17조

1. 모든 사람은 단독으로 뿐만 아니라 다른 사람과 공동으로 재산을 소유할 권리를 가진다.
2. 어느 누구도 자의적으로 자신의 재산을 박탈당하지 아니한다.
- 제18조

모든 사람은 사상, 양심 및 종교의 자유에 대한 권리를 가진다. 이러한 권리는 종교 또는 신념을 변경할 자유와, 단독으로 또는 다른 사람과 공동으로 그리고 공적으로 또는 사적으로 선교, 행사, 예배 및 의식에 의하여 자신의 종교나 신념을 표명하는 자유를 포함한다.
- 제19조

모든 사람은 의견의 자유와 표현의 자유에 대한 권리를 가진다. 이러한 권리는 간섭없이 의견을 가질 자유와 국경에 관계없이 어떠한 매체를 통해서도 정보와 사상을 추구하고, 얻으며, 전달하는 자유를 포함한다.
- 제20조

1. 모든 사람은 평화적인 집회 및 결사의 자유에 대한 권리를 가진다.
2. 어느 누구도 어떤 결사에 참여하도록 강요받지 아니한다.
- 제21조

1. 모든 사람은 직접 또는 자유로이 선출된 대표를 통하여 자국의 정부에 참여할 권리를 가진다.
2. 모든 사람은 자국에서 동등한 공무담임권을 가진다.
3. 국민의 의사가 정부 권능의 기반이다. 이러한 의사는 보통∙평등 선거권에 따라 비밀 또는 그에 상당한 자유 투표절차에 의한 정기적이고 진정한 선거에 의하여 표현된다.
- 제22조

모든 사람은 사회의 일원으로서 사회보장을 받을 권리를 가지며, 국가적 노력과 국제적 협력을 통하여, 그리고 각 국가의 조직과 자원에 따라서 자신의 존엄과 인격의 자유로운 발전에 불가결한 경제적, 사회적 및 문화적 권리들을 실현할 권리를 가진다.
- 제23조

1. 모든 사람은 일, 직업의 자유로운 선택, 정당하고 유리한 노동 조건, 그리고 실업에 대한 보호의 권리를 가진다.
2. 모든 사람은 아무런 차별없이 동일한 노동에 대하여 동등한 보수를 받을 권리를 가진다.
3. 노동을 하는 모든 사람은 자신과 가족에게 인간의 존엄에 부합하는 생존을 보장하며, 필요한 경우에 다른 사회보장방법으로 보충되는 정당하고 유리한 보수에 대한 권리를 가진다.
4. 모든 사람은 자신의 이익을 보호하기 위하여 노동조합을 결성하고, 가입할 권리를 가진다.
- 제24조

모든 사람은 노동시간의 합리적 제한과 정기적인 유급휴가를 포함하여 휴식과 여가의 권리를 가진다.
- 제25조

1. 모든 사람은 의식주, 의료 및 필요한 사회복지를 포함하여 자신과 가족의 건강과 평안에 적합한 생활수준을 누릴 권리와, 실업, 질병, 장애, 배우자 사망, 노령 또는 기타 불가항력의 상황으로 인한 생계 결핍의 경우에 보장을 받을 권리를 가진다.
2. 어머니와 아동은 특별한 보호와 지원을 받을 권리를 가진다. 모든 아동은 적서에 관계없이 동일한 사회적 보호를 누린다.
- 제26조

1. 모든 사람은 교육을 받을 권리를 가진다. 교육은 최소한 초등 및 기초단계에서는 무상이어야 한다. 초등교육은 의무적이어야 한다. 기술 및 직업교육은 일반적으로 접근이 가능하여야 하며, 고등교육은 모든 사람에게 실력에 근거하여 동등하게 접근 가능하여야 한다.
2. 교육은 인격의 완전한 발전과 인권과 기본적 자유에 대한 존중의 강화를 목표로 한다. 교육은 모든 국가, 인종 또는 종교 집단간에 이해, 관용 및 우의를 증진하며, 평화의 유지를 위한 국제연합의 활동을 촉진하여야 한다.
3. 부모는 자녀에게 제공되는 교육의 종류를 선택할 우선권을 가진다.
- 제27조

1. 모든 사람은 공동체의 문화생활에 자유롭게 참여하며 예술을 향유하고 과학의 발전과 그 혜택을 공유할 권리를 가진다.
2. 모든 사람은 자신이 창작한 과학적, 문학적 또는 예술적 산물로부터 발생하는 정신적, 물질적 이익을 보호받을 권리를 가진다.
- 제28조

모든 사람은 이 선언에 규정된 권리와 자유가 완전히 실현될 수 있도록 사회적, 국제적 질서에 대한 권리를 가진다.
- 제29조

1. 모든 사람은 그 안에서만 자신의 인격이 자유롭고 완전하게 발전할 수 있는 공동체에 대하여 의무를 가진다.
2. 모든 사람은 자신의 권리와 자유를 행사함에 있어, 다른 사람의 권리와 자유를 당연히 인정하고 존중하도록 하기 위한 목적과, 민주사회의 도덕, 공공질서 및 일반적 복리에 대한 정당한 필요에 부응하기 위한 목적을 위해서만 법에 따라 정하여진 제한을 받는다.
3. 이러한 권리와 자유는 어떠한 경우에도 국제연합의 목적과 원칙에 위배되어 행사되어서는 아니된다.
- 제30조

이 선언의 어떠한 규정도 어떤 국가, 집단 또는 개인에게 이 선언에 규정된 어떠한 권리와 자유를 파괴하기 위한 활동에 가담하거나 또는 행위를 할 수 있는 권리가 있는 것으로 해석되어서는 아니된다.

## 중요성
선언은 그것이 갖는 도덕성 및 법적, 정치적 중요성 때문에 '대헌장', '인간의 권리에 관한 프랑스혁명선언문', '미국 독립 선언문' 등과 비견되는 인간의 자유와 존엄성을 향한 투쟁의 역사적 이정표이다. 인권선언은 크게 두 종류의 권리를 제시하는데 하나는 시민적, 정치적 권리 또하나는 경제적, 사회적 문화적 권리들이다. 국제인권법의 한 권위자는 다음과 같이 주장하고 있다.
인용문 / 세계인권선언은 오늘날 유엔회원국들이 유엔헌장에 의거하여 촉진시키고 지켜나가기로 한 인권과 기본적 자유라는 것의 의미를 상세히 설명하는 가장 권위있는 해설문서로 여겨지고 있다. 또한 인권선언은 세계공동체의 헌법적인 역할을 하는 유엔헌장에 편입되었다. 뿐만 아니라, 인권의 구체적인 내용이 무엇인지를 밝히는 가장 권위있는 문서로서의 세계인권선언은 유엔의 회원국뿐만 아니라, 모든 국가들을 구속하는 국제관습법의 기본적인 한 요소가 되었다.

## 법적 성격

### 국제관습법
1991년 대법원 판례는 오판의 여지가 있는 것이, 전 세계적으로 세계인권선언은 국제관습법으로 인정되고 있고, 국제관습법은 대한민국 헌법상 법률의 효력을 갖는다. 유엔 총회의 결의는 무조건 권고가 아니라, 절대 다수가 찬성하면 국제관습법으로 인정되어, 전 세계 모든 국가에서 법률로서의 효력을 갖는다. 1991 판례는, 대법원이 이러한 국제관습법의 법리를 오해했거나 일부러 무시한 것으로 보인다.

### 관련 판례
ICJ의 판례: 사람들로부터 자유를 불법적으로 박탈하고 그들을 신체적으로 속박하여 학대하는 것은 그 자체 명백히 UN헌장의 원칙들과 양립하지 아니할 뿐만 아니라 세계인권선언에 천명된 근본원칙들과도 양립하지 아니한다. (United States Diplomatic and Consular Staff in Tehran ICJ Reports (1980), p. 3 at 42 (para. 91)).

## 권리의 성질
선언은 위 권리들이 아무런 제약없이 행사될 수 있는 절대적 권리로 선언하고 있지 않다. 국가는 법을 통해서 이러한 권리를 제한할 수 있으며 다만 제29조 제2항에서 이런 제한은 오직 민주사회의 도덕, 사회질서, 공공복리를 실현하기 위한 목적과 이에 부합하는 형태에서만 가능하다. 권리는 모든 개인에게 동등한 것이기 때문에 타인의 권리를 위해 누군가의 권리를 제한한다는 것은 전혀 타당하지 않다. 한 사람의 권리가 다수의 권리에 비해, 누군가의 권리가 타인의 권리에 비해 더 중요하거나 덜 중요할 리 없기 때문이다.   

## 같이 보기
- 국제인권법
- 권리장전
- 프랑스 인권선언
- 영국의 권리장전
- 미국의 권리장전
- 대한민국의 권리장전